# Aizkraukles novads
Aizkraukles novads is een gemeente in het midden van Letland. Hoofdplaats is de stad Aizkraukle.
De huidige gemeente ontstond op 1 juli 2021, toen de bestaande gemeente werd uitgebreid met de gemeenten Skrīveru novads, Kokneses novads, Neretas novads, Jaunjelgavas novads en Pļaviņu novads.
De eerdere gemeente ontstond in 2009 na een herindeling, waarbij de stad en het landelijk gebied van Aizkraukle werden samengevoegd.

Nationale steden (valstspilsētas):

Daugavpils  · Jelgava · Jūrmala · Liepāja · Rēzekne · Riga · Ventspils

Gemeenten (novadi):

Ādažu novads
· Aizkraukles novads
· Alūksnes novads
· Augšdaugavas novads
· Balvu novads
· Bauskas novads
· Cēsu novads
· Dienvidkurzemes novads
· Dobeles novads
· Gulbenes novads
· Jelgavas novads
· Jēkabpils novads
· Krāslavas novads
· Kuldīgas novads
· Ķekavas novads
· Limbažu novads
· Līvānu novads
· Ludzas novads
· Madonas novads
· Mārupes novads
· Ogres novads 
· Olaines novads
· Preiļu novads
· Rēzeknes novads 
· Ropažu novads
· Salaspils novads
· Saldus novads
· Saulkrastu novads
· Siguldas novads
· Smiltenes novads
· Talsu novads
· Tukuma novads
· Valkas novads
· Valmieras novads
· Varakļānu novads
· Ventspils novads 